# Автоналаштування
У теорії управління система автоналаштування здатна оптимізувати власні внутрішні параметри роботи, щоб максимізувати або мінімізувати виконання цільової функції, як правило, це — максимізація ефективності або мінімізація помилок.
Самоналаштування та автоналаштування часто стосуються одного поняття. 
Системи автоналаштування зазвичай демонструють нелінійне адаптивне керування. Системи автоналаштування були відмінною рисою аерокосмічної промисловості протягом десятиліть, оскільки такий тип зворотного зв'язку необхідний для створення оптимального керування багатьма змінними для нелінійних процесів. У телекомунікаційній галузі адаптивний зв'язок часто використовується для динамічної зміни параметрів операційної системи для досягнення максимальної ефективності та надійності.

## Приклади
Приклади систем автоналаштування в обчислювальній техніці включають:
- TCP (протокол керування передаванням)
- Microsoft SQL Server (лише нові версії)
- FFTW[en] (англ. Fastest Fourier Transform in the West)
- ATLAS[en] (програмне забезпечення для лінійної алгебри з автоматичним налаштуванням)
- Libtune (бібліотека Tunables для Linux)
- PhiPAC (програмне забезпечення лінійної алгебри з автоналаштуванням для RISC)
- MILEPOST GCC[en] (компілятор на основі машинного навчання з функцією автоналаштування)

Переваги продуктивності можуть бути суттєвими. Професор Джек Донгарра, американський комп'ютерний вчений, стверджує, що автоналаштування підвищує продуктивність, часто приблизно на 300 %.
Прикладом систем автоналаштування на апаратному рівні є цифрові контролери з автоналаштуванням.

## Архітектура
Системи автоналаштування зазвичай складаються з чотирьох компонентів: очікування, вимірювання, аналіз і дії. Очікування описують, як система має поводитися за зовнішніх умов.
Вимірювання збирають дані про умови та поведінку. Аналіз допомагає визначити, чи виправдовуються очікування та які подальші дії слід виконати. Звичайними діями є збір додаткових даних і виконання динамічної реконфігурації системи.
Системи автоматичного керування з функцією автоналаштування — це системи, в яких адаптація до умов, що змінюються випадково, здійснюється шляхом автоматичної зміни параметрів або шляхом автоматичного визначення їх оптимальної конфігурації. У будь-якій системі автоматичного керування, яка налаштовується не автоматично, є параметри, які впливають на стабільність системи та якість керування та які можна налаштовувати. Якщо ці параметри залишаються постійними, тоді як робочі умови (такі як вхідні сигнали або різні характеристики контрольованих об'єктів) суттєво змінюються, керування може погіршитися або навіть стати нестабільним. Ручне налаштування часто є громіздким, а іноді й неможливим. У таких випадках використання систем автоналаштування не тільки технічно й економічно вигідно, але й може бути єдиним засобом надійного контролю. Системи з функцією автоналаштування можуть бути з визначенням параметрів і без нього.
У системах з визначенням параметрів необхідний рівень якості керування досягається автоматичним пошуком оптимального (в деякому розумінні) набору значень параметрів. Якість керування описується узагальненою характеристикою, яка зазвичай є складною та не повністю відомою або стабільною функцією первинних параметрів. Ця характеристика або вимірюється безпосередньо, або обчислюється на основі значень первинних параметрів. Потім параметри попередньо варіюються. Аналіз коливань характеристики якості керування, спричинених зміною параметрів, дає змогу з'ясувати, чи параметри мають оптимальні значення, тобто чи забезпечують ці значення екстремальні (мінімальні чи максимальні) значення характеристики якості керування. Якщо характерні значення відхиляються від екстремуму, параметри необхідно змінювати, доки не будуть знайдені оптимальні значення. Системи автоналаштування з визначенням параметрів можуть надійно працювати в середовищах, що характеризуються широкими варіаціями екзогенних умов.
На практиці системи з визначенням параметрів вимагають значного часу для пошуку оптимального налаштування, тобто час, необхідний для автоналаштування в таких системах, обмежений знизу. Системи з функцією автоналаштування без визначення параметрів не мають цього недоліку. У таких системах використовується деяка характеристика якості контролю (наприклад, перша похідна за часом від контрольованого параметра). Автоматичне налаштування забезпечує збереження цієї характеристики в заданих межах. Існують різні системи автоналаштування без визначення параметрів, які засновані на управлінні перехідними процесами, частотними характеристиками тощо. Усе це є прикладами замкнутих систем автоналаштування, за допомогою яких параметри автоматично коригуються кожного разу, коли значення характеристики якості виходить за допустимі межі. Навпаки, системи автоналаштування з відкритим циклом є системами з параметричною компенсацією, за допомогою якої сам вхідний сигнал контролюється, а параметри системи змінюються відповідно до визначеної процедури. Такий тип автоналаштування може бути близьким до миттєвого. Однак для того, щоб реалізувати таке автоналаштування, потрібно контролювати середовище, в якому працює система, і достатньо добре розуміти, як середовище впливає на керовану систему.
На практиці автоналаштування здійснюється за допомогою спеціалізованого апаратного забезпечення або адаптивних програмних алгоритмів. Надання програмному забезпеченню можливості автоналаштування (адаптації):
1. Полегшує контроль критичних процесів систем;
2. Наближається до оптимальних режимів роботи;
3. Сприяє уніфікації проектів систем керування;
4. Скорочує час тестування та налаштування системи;
5. Знижує критичність технологічних вимог до систем керування, роблячи системи більш надійними;
6. Економить час персоналу для налаштування системи.